# Người Nhện (Tokusatsu)
Người Nhện (Nhật: スパイダーマン Hepburn: Supaidāman) thường được biết đến với tên Người Nhện Nhật Bản là một loạt phim truyền hình siêu anh hùng tokusatsu người đóng của Nhật Bản do Công ty Toei sản xuất, dựa trên nhân vật Người Nhện của Marvel Comics thông qua một hợp đồng đã được thương lượng bởi nhà sản xuất Gene Pelc. Bộ phim kéo dài 41 tập, được phát sóng trên kênh Tokyo Channel 12 từ ngày 17 tháng 5 năm 1978 đến ngày 14 tháng 3 năm 1979. Một tập phim chiếu rạp được chiếu trong liên hoan phim Toei Manga Matsuri vào ngày 22 tháng 7 năm 1978. Từ ngày 5 tháng 3 đến ngày 24 tháng 12 năm 2009, Marvel đã tải lên phiên bản phụ đề tiếng Anh của tất cả 41 tập trên của họ trang mạng.
Trong khi phiên bản của nhân vật Toei, Takuya Yamashiro / Spider-Man (do Shinji Tōdō thủ vai), mặc trang phục giống như đối tác Marvel Comics của anh ấy, thì cốt truyện của chương trình và nguồn gốc sức mạnh của nhân vật lại sai lệch so với tài liệu gốc. Ngoài việc chiến đấu một mình, hóa thân của Người Nhện này còn lái một con robot cơ khí khổng lồ được gọi là Leopardon, mà anh ta sẽ triệu hồi để chống lại các phiên bản phóng to của quái vật trong chương trình. Toei sau đó đã áp dụng khái niệm robot khổng lồ cho nhượng quyền thương mại Super Sentai của họ. Yamashiro sau đó xuất hiện trong cốt truyện truyện tranh Spider-Verse và Spider-Geddon, và sẽ trở lại trong Spider-Man: Across the Spider-Verse (2023), phần tiếp theo sắp tới của Spider-Man: Into the Spider-Verse (2018), lấy bối cảnh trong loạt phim Spider-Verse.

## Diễn viên
- Takuya Yamashiro (山城 拓也 Yamashiro Takuya?)/Spider-Man: Shinji Todō
- Professor Monster: Mitsuo Andō
- Niiko Yamashiro: Izumi Ōyama
- Hitomi Sakuma: Rika Miura
- Amazone: Yukie Kagawa
- Narrator: Tōru Ōhira

## Danh sách tập phim
1. Fukushū no Toki wa Kitareri! Ute Tetsu Jūji Dan!! (復讐の時は来たれり! 撃て鉄十字団!! Fukushū no Toki wa Kitareri! Ute Tetsu Jūji Dan!!?)
2. Kaiki no Sekai! Shukumei ni Ikiru Otoko (怪奇の世界! 宿命に生きる男 Kaiki no Sekai! Shukumei ni Ikiru Otoko?)
3. Kaitō Daburu-Ō Wan Tai Kumo Otoko (怪盗001vsくも男 Kaitō Daburu-Ō Wan Tai Kumo Otoko?)
4. Kyōfu no Han Kyojin! Kiseki o Yobu Gin no Ito (恐怖の半魚人! 奇蹟を呼ぶ銀の糸 Kyōfu no Han Kyojin! Kiseki o Yobu Gin no Ito?)
5. Gekitotsu Mashin Jī-Pī-Sebun! Kyōdai no Chikai (激突マシンGP-7! 兄弟の誓い Gekitotsu Mashin Jī-Pī-Sebun! Kyōdai no Chikai?)
6. Senritsu no Shikkenshitsu! Akuma no Monsutā Kyōshu (戦慄の実験室! 悪魔のモンスター教授 Senritsu no Shikkenshitsu! Akuma no Monsutā Kyōshu?)
7. Osoroshiki Hitto Kyoku! Katte Odoru Satsujin Rokku (恐ろしきヒット曲! 歌って踊る殺人ロック Osoroshiki Hitto Kyoku! Katte Odoru Satsujin Rokku?)
8. Yo ni mo Fushigi na Mukashi ba Nashi Noroi no Neko Zuka (世にも不思議な昔ばなし 呪いの猫塚 Yo ni mo Fushigi na Mukashi ba Nashi Noroi no Neko Zuka?)
9. Ugoku Akusesarī wa Koi no Kabuto Mushi Supai (動くアクセサリーは恋のカブト虫スパイ Ugoku Akusesarī wa Koi no Kabuto Mushi Supai?)
10. Honō Jigoku ni Hebi Onna no Namida o Mita (炎地獄にへび女の涙を見た Honō Jigoku ni Hebi Onna no Namida o Mita?)
11. Monsutā Kyōshu no Urutora Dokusatsu (モンスター教授のウルトラ毒殺 Monsutā Kyōshu no Urutora Dokusatsu?)
12. Karei Naru Satsujin Mashīn e no Henshin (華麗なる殺人マシーンへの変身 Karei Naru Satsujin Mashīn e no Henshin?)
13. Dokuro Dan Tai Akuma no Reikyūsha (ドクロ団対悪魔の霊柩車 Dokuro Dan Tai Akuma no Reikyūsha?)
14. Chichi ni Sasage yo Tatakae nu Yūsha no Uta o (父に捧げよ 戦えぬ勇者の歌を Chichi ni Sasage yo Tatakae nu Yūsha no Uta o?)
15. Boku tachi no Inochi no Yakusoku (ぼくたちの命の約束 Boku tachi no Inochi no Yakusoku?)
16. Meiken yo Chichi no moto e Hashire (名犬よ 父のもとへ走れ Meiken yo Chichi no moto e Hashire?)
17. Puro Resurā Samuson no Namida (プロレスラー サムソンの涙 Puro Resurā Samuson no Namida?)
18. Haha no Mune ni Yomigaeru Shōnen (母の胸に甦る少年 Haha no Mune ni Yomigaeru Shōnen?)
19. Maboroshi no Shōnen Chizu ni nai Mura (まぼろしの少年 地図にない村 Maboroshi no Shōnen Chizu ni nai Mura?)
20. Nazo ga Nazo o Yobu Watashi no Shuushō no Himitsu (謎が謎を呼ぶ私の出生の秘密 Nazo ga Nazo o Yobu Watashi no Shuushō no Himitsu?)
21. Ōzora ni Chiru Chichi no Ai (大空に散る父の愛 Ōzora ni Chiru Chichi no Ai?)
22. Shedding Tears to the Dark Fate: Father and Child (暗い運命に泣け 父と子 Kurai Unmei ni Nake Chichi to Ko?)
23. To the Love Academy of the Homeless Children (家なき子たちに愛の学園を Ienakiko Tachi ni Ai no Gakuen o?)
24. Gokiburi Shōnen Dai Sensō (ゴキブリ少年大戦争 Gokiburi Shōnen Dai Sensō?)
25. Hihō to Inu to Fuku Sei Ningen (秘宝と犬と複成人間 Hihō to Inu to Fuku Sei Ningen?)
26. Zettai Pinchi no Nisemono Hīrō (絶対ピンチのにせものヒーロー Zettai Pinchi no Nisemono Hīrō?)
27. Saraba Sen'yū Itoshi no Sepādo (さらば戦友 愛しのセパード Saraba Sen'yū Itoshi no Sepādo?)
28. Ekimae Yokochō no Shōnen Tantei Dan (駅前横町の少年探偵団 Ekimae Yokochō no Shōnen Tantei Dan?)
29. Isoge Jī-Pī-Sebun Jikan yo Tomare (急げGP-7 時間よ止まれ Isoge Jī-Pī-Sebun Jikan yo Tomare?)
30. Ganbare Bijin Omawarisan (ガンバレ美人おまわりさん Ganbare Bijin Omawarisan?)
31. Ashita naki Kotsure Keiji (明日なき子連れ刑事 Ashita naki Kotsure Keiji?)
32. Amaku Sasayaku Yōjo (甘くささやく妖女 Amaku Sasayaku Yōjo?)
33. Otokonoko o Ibiru Yasei no Sugoi Shōjo (男の子をイビる野性の凄い少女 Otokonoko o Ibiru Yasei no Sugoi Shōjo?)
34. Bikkuri Kamera Satsujin Jiken (びっくりカメラ殺人事件 Bikkuri Kamera Satsujin Jiken?)
35. Hikyō Amazon Kara Kita Mīra Bijo (秘境アマゾンから来たミイラ美女 Hikyō Amazon Kara Kita Mīra Bijo?)
36. Tamanegi Gin Kamen to Shōnen Tantei Dan (たまねぎ鉄仮面と少年探偵団 Tamanegi Gin Kamen to Shōnen Tantei Dan?)
37. Jigoku Kara no Missha Enma Daiō (地獄からの密使 えん魔大王 Jigoku Kara no Missha Enma Daiō?)
38. Buriki no Ichibanboshi to Shōnen Tantei Dan (ブリキの一番星と少年探偵団 Buriki no Ichibanboshi to Shōnen Tantei Dan?)
39. Kakutōki Sekai Ichidai Kai (格闘技世界一大会 Kakutōki Sekai Ichidai Kai?)
40. Saraba Zero Sen no Nazo (さらばゼロ戦の謎 Saraba Zero Sen no Nazo?)
41. Kagayake Nekketsu no Yūsha (輝け熱血の勇者 Kagayake Nekketsu no Yūsha?)